# Handelsregister
Het Handelsregister is een door de overheid gehouden register, waarin rechtspersonen en ondernemingen vermeld staan met hun gegevens. In Nederland is het register geregeld in de Handelsregisterwet en de Handelsregisterwet BES van 22 maart 2007 (ingangsdatum 1 januari 2008).
In Nederland is voor de uitvoering van het handelsregister de Kamer van Koophandel verantwoordelijk, in België een Erkend Ondernemingsloket. In België verdwijnt de benaming  om plaats te maken voor "Kruispuntbank van Ondernemingen".

## Nederland
Het handelsregister wordt geregeld in de Handelsregisterwet, en maakt deel uit van het stelsel van basisregistraties. Aangezien de overheid deze basisregistraties verplicht moet gebruiken, hoeven ingeschrevenen nog maar eenmaal hun gegevens te verstrekken. De Basisregistratie ondernemingen is opgedragen aan de Kamer van Koophandel. Het doel van het register is rechtszekerheid te bieden bij het zakendoen. Daartoe zijn alle ondernemingen verplicht om hun kerngegevens in het register in te schrijven. Met name gaat het in Nederland over zetel, eigendomsgegevens, bevoegdheidsgegevens en financiële gegevens. Ook eenmanszaken in de landbouw, vrije beroepsbeoefenaren, ministeries, gemeenten staan er sinds 2010 in. De gegevens zijn openbaar en tegen betaling zowel digitaal als op de klassieke, geprinte manier op te vragen.

### Registers
Thans wordt eenvoudig van 'het Handelsregister' gesproken. Dat is niet altijd zo geweest. Onder de voorgaande wetgeving waren er verschillende registers die deel uitmaakten van het Handelsregister:
- het Stichtingenregister, hierin kunnen alleen stichtingen ingeschreven worden. Het handelsregisternummer van de rechtspersoon wordt voorafgegaan door een hoofdletter 'S'.
- het Verenigingenregister, hierin kunnen alleen (formele dan wel informele) verenigingen worden ingeschreven. Het handelsregisternummer van de rechtspersoon wordt voorafgegaan door een hoofdletter 'V'.
- het Ondernemingenregister, hierin worden alle ondernemingen ingeschreven, zoals eenmanszaken, bv's en nv's.

De driedeling was minder strikt dan het op het eerste gezicht lijkt. Zo moesten stichtingen of verenigingen, die ook een onderneming drijven, zich dubbel inschrijven: in het stichtingenregister resp. het verenigingenregister plus het ondernemingenregister. Aan deze onpraktische situatie is inmiddels een einde gekomen. Eénmalig inschrijven is thans voldoende. De vraag of er een onderneming gedreven wordt kan nog een rol spelen bij het al of niet verplicht openbaarmaken van de jaarstukken bij een stichting of een vereniging.
Als duidelijk was in welk register de rechtspersoon zich diende in te schrijven, kon nog de vraag spelen bij welke vestiging van de Kamer van Koophandel men zich moest inschrijven. In de regel dient de rechtspersoon zich in te schrijven bij de kamer waar men de feitelijke activiteiten heeft. Is de statutaire vestigingsplaats elders gelegen (binnen het ambtsgebied van een andere kamer), dan diende men zich ook daar in te schrijven. De plaats van oprichting is dan niet doorslaggevend.
Voorbeeld
De stichting 'Huis en Tuin' is opgericht bij de notaris te Arnhem. In de oprichtingsakte wordt vermeld dat de statutaire vestiging in Leiden is. Het bestuur woont ook in Leiden en de activiteiten worden vanuit Leiden ontplooid. In dit geval hoeft de stichting zich alleen in te schrijven bij de kamer te Leiden.

### Juridisch
Wettelijk gezien mogen derden die de gegevens in het Handelsregister raadplegen vertrouwen op de juistheid van de ingeschreven gegevens. Het is de verantwoordelijkheid van de ondernemer of rechtspersoon om wijzigingen in de inschrijfgegevens tijdig aan de Kamer van Koophandel door te geven, zoals een bestuurder van een vereniging die is uitgetreden. Derden te goeder trouw (die niet op de hoogte waren van een bepaalde onjuistheid of dat behoorden te zijn) genieten derhalve bescherming. Dit komt de belangen van het handelsverkeer ten goede. Wettelijk is dit 'positief stelsel' in Nederland vastgelegd in artikel 2:6 Burgerlijk Wetboek en het -anders geformuleerde- artikel 25 Handelsregisterwet. Dit levert zowel juridische als een zekere mate van financiële bescherming op. Het blind vertrouwen wordt beperkt indien de zakenpartner weet dat de gegevens incorrect waren. Dit laatste dient door de wederpartij (de ingeschreven onderneming waarvan de gegevens niet kloppen) aangetoond te worden. Ten slotte bestaan er bepaalde beroepsgroepen waarvan privégegevens afgeschermd worden in het Handelsregister. Het gaat hierbij voornamelijk om advocaten. Als zij hun praktijk zelfstandig (als eenmanszaak) of in een samenwerking met anderen (meestal via een maatschap) uitoefenen, dienen zij wel in het Handelsregister ingeschreven te staan. Derden kunnen echter geen toegang krijgen tot de afgeschermde gegevens.

### Doelen van het Handelsregister
Er zijn drie doelen die met het handelsregister bereikt moeten worden (zie artikel 2 Handelsregisterwet):
a. ter bevordering van de rechtszekerheid in het economisch verkeer;
b. voor de verstrekking van gegevens van algemene, feitelijke aard omtrent de samenstelling van ondernemingen en rechtspersonen ter bevordering van de economische belangen van handel, industrie, ambacht en dienstverlening;
c. voor het registreren van alle ondernemingen en rechtspersonen als onderdeel van de gegevenshuishouding die bijdraagt aan het efficiënt functioneren van en de rechtshandhaving door de overheid.

### Welke gegevens worden opgenomen in het Handelsregister
In het handelsregister worden over een onderneming de volgende zaken opgenomen (zie artikel 9 Handelsregisterwet):
a. een door de Kamer toegekend uniek nummer;
b. de handelsnaam of de handelsnamen;
c. de datum van aanvang, voortzetting of beëindiging;
d. degene aan wie de onderneming toebehoort;
e. de vestigingen.
En indien deze onderneming een natuurlijk persoon is (zie artikel 10 lid Handelsregisterwet):
a. het burgerservicenummer, het geslacht, de geboorteplaats en het geboorteland;
b. de naam;
c. het adres;
d. de geboortedatum;
e. de datum van overlijden.
En indien deze onderneming een rechtspersoon is (zie artikel 12 Handelsregisterwet):
a. een door de Kamer toegekend uniek nummer;
b. de naam;
c. de rechtsvorm en de statutaire zetel;
d. de datum van aanvang of beëindiging.
Met het oog op de drie doelen is de omschrijving van de activiteiten van de onderneming van groot belang.

### Buitenlandse rechtspersonen
In Nederland zijn ook veel rechtspersonen actief die niet naar het Nederlandse recht zijn opgericht. De statuten (de oprichtingsakte) zijn dan verleden voor een notaris in het buitenland). Ondernemers kunnen er immers voor kiezen om via een buitenlandse rechtsvorm zaken te doen. Veel voorkomende vormen zijn bijvoorbeeld de Limited's (Ltd), opgericht naar Brits recht of een van de Staten van de VS, zoals de Staat Delaware. Wanneer deze vreemdrechtelijke vormen hun werkzaamheden zo goed als geheel in Nederland hebben en verder geen materiële band met het land van oprichting bezitten, is er sprake van een formeel buitenlandse vennootschap. Deze entiteiten vallen onder het bereik van de Wet op de formeel buitenlandse vennootschappen. Deze vormen dienen zich -net als Nederlandse vennootschappen- in te schrijven bij het Handelsregister in Nederland. De vennootschap is dan ook verplicht om jaarstukken te deponeren bij het Handelsregister. De omweg om via een andere rechtsvorm niet onder de inschrijf- en deponeringsplicht te vallen wordt op deze manier getracht de pas af te snijden.

### Deponeren jaarstukken
Een belangrijke functie van het Handelsregister is voorts dat bepaalde rechtspersonen (zoals een BV en een NV) jaarlijks hun jaarstukken openbaar dienen te maken. Het openbaarmaken van de jaarrekening dient volgens artikel 2:394 Burgerlijk Wetboek te gebeuren door deze bij het Handelsregister te deponeren. Voor het bestuursverslag en de overige gegevens geldt dit ook, maar daarvoor mag de rechtspersoon ook een andere manier kiezen. Men kan deze twee overzichten namelijk ook op het kantoor van de rechtspersoon zelf ter inzage leggen.

### Geschiedenis
Op 28 mei 2010 heeft de Kamer van Koophandel het "Nieuwe Handelsregister" (nu weer gewoon "Handelsregister" genoemd) officieel in gebruik genomen. Het was niet een kopie van de bestaande database, maar een vernieuwing van en uitbreiding op het 'oude' systeem, met meer functies, en nu deel uitmakend van het stelsel van basisregistraties. Door toevoeging van nieuwe groepen inschrijfplichtigen groeide het aantal ingeschrevenen met 15%. Onder de nieuwe wet geldt, dat een aantal entiteiten die zich voordien niet hoefden of konden inschrijven in het Handelsregister, dat nu wel moeten doen. Het gaat dan onder andere om:
- beoefenaren van een zelfstandig beroep (natuurlijke personen, eenmanszaken) die dienstverlenende werkzaamheden hebben;
- Ministeries;
- Universiteiten;
- VvE's (Verenigingen van Eigenaren).

## België
Het Belgische register, deel van de Kruispuntbank van Ondernemingen, bevat van iedere handels- of ambachtsonderneming, de naam, handelsnaam, bedrijfszetel(s) en activiteit(en). Bij ieder item hoort ook een begin- en einddatum. Voor wat betreft de rechtspersonen (vennootschappen), vermeldt het register ook de bestuurders en de personen die belast werden met het dagelijkse bestuur. Tevens wordt aangegeven wie het bewijs heeft geleverd van de basiskennis van het bedrijfsbeheer en/of de beroepsbekwaamheid.